# Monte Pola
Monte Pola är en bergstopp i Schweiz.   Den ligger i distriktet Lugano och kantonen Ticino, i den sydöstra delen av landet, 150 km sydost om huvudstaden Bern. Toppen på Monte Pola är 1 725 meter över havet.
Terrängen runt Monte Pola är huvudsakligen bergig, men åt sydost är den kuperad. Runt Monte Pola är det tätbefolkat, med 427 invånare per kvadratkilometer.. Närmaste större samhälle är Lugano, 10,8 km sydost om Monte Pola. 
I omgivningarna runt Monte Pola växer i huvudsak blandskog.